# 勒韦尔努瓦 (汝拉省)
勒韦尔努瓦（法語：Le Vernois，法語發音：[lə vɛʁnwa]）是法国汝拉省的一个市镇，位于该省西部，属于隆斯勒索涅区。

## 地理
勒韦尔努瓦（46°43'52"N, 5°35'37"E）面积1.08 平方千米，位于法国勃艮第-弗朗什-孔泰大區汝拉省，该省份为法国东部内陆省份，北起上索恩省，西北接科多尔省，西临索恩-卢瓦尔省，南至安省，东与杜省和瑞士接壤。
与勒韦尔努瓦接壤的市镇（或旧市镇、城区）包括：瓦特尔、拉维尼、勒卢沃罗。

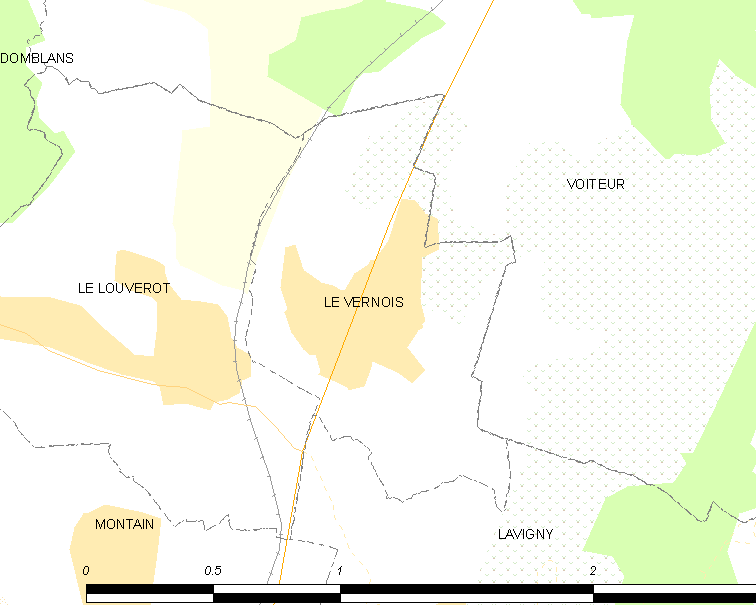
的OSM定位图

勒韦尔努瓦的时区为UTC+01:00、UTC+02:00（夏令时）。

## 行政
勒韦尔努瓦的邮政编码为39210，INSEE市镇编码为39553。

## 政治
勒韦尔努瓦所属的省级选区为波利尼县。

## 人口

1962-2008年间人口变化图示

勒韦尔努瓦于2022年1月1日时的人口数量为291人。